# Polydesma sexmaculata
Polydesma sexmaculata is een vlinder uit de familie spinneruilen (Erebidae). De wetenschappelijke naam is voor het eerst geldig gepubliceerd in 1971 door Berio.
De soort komt voor in tropisch Afrika.